# レイチェル・ウィリス＝ソレンセン

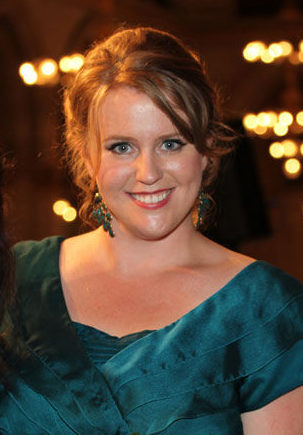
レイチェル・ウィリス

レイチェル・ウィリス＝ソレンセン（Rachel Willis-Sørensen, 1984年 - ）は、アメリカ出身のソプラノ歌手である。

## 学歴
アメリカ合衆国の名門私立大学ブリガムヤング大学の声楽と教育学の学士と修士を収めている。師事した教授にはダレル・バベッジがいる。また、ヒューストン・グランド・オペラスタジオとメゾソプラノ歌手ドローラ・ザジックから学んだ。 

## キャリア
ウィリス＝ソレンセンはモーツァルトからワーグナーまで幅広いレパートリーを持っている。
彼女が最も成功を収めた役には、『ドン・ジョヴァンニ』のドンナ・アンナ、『ばらの騎士』の元帥夫人、『ルサルカ』のタイトルロールがある。また、現在のレパートリーには、『イドメネオ』のエレットラ、『シピオーネの夢』のリセンツァ、『皇帝ティートの慈悲』のヴィッテリア、『フィガロの結婚』の伯爵夫人ロジーナ、『コジ・ファン・トゥッテ』のフィオルディリージ、『シチリアの晩鐘 (ヴェルディ)』のエレーヌ、『ニュルンベルクのマイスタージンガー』のエファ、『ローエングリン』のエルザ、『神々の黄昏』のグートルーネ、『こうもり』のロザリンダ、『魔弾の射手』のアガーテ、『メリー・ウィドウ』のハンナ・グラヴァリ、『火の危機』のディームート、『フィデリオ』のレオノーレ、『ナクソス島のアリアドネ』のアリアドネ、『ラ・ボエーム』のミミ、『イル・トロヴァトーレ』のレオノーラ、『スペードの女王』のマーシャ、『ねじの回転』の女家庭教師、『ファウスト』のマルグリットなどがある。 
出演した歌劇場には、サンフランシスコ・オペラ、バイエルン国立歌劇場、シカゴ・リリック・オペラ、グラインドボーン音楽祭、ベルリン・ドイツ・オペラ、チューリッヒ歌劇場、メトロポリタン歌劇場、ウィーン国立歌劇場、サンタ・チェチーリア国立アカデミアなどがある。 
2019/2020年のシーズンには、様々な役が予定されている。ロイヤル・オペラ・ハウス来日公演の『ファウスト』でのマルグリット（彼女の日本デビュー公演でもある）、ゼンパー・オーパーでの『ばらの騎士』元帥夫人、シカゴ・リリック・オペラ、バイエルン国立歌劇場、ボルドー国立歌劇場での『ドン・ジョヴァンニ』ドンナ・アンナ、ジュネーヴ歌劇場での『ユグノー教徒』ヴァランティーヌ役デビュー、ゼンパー・オーパーでの『アルチーナ』タイトルロールデビュー、そしてボルドー国立歌劇場での『フィガロの結婚』伯爵夫人ロジーナ役がある。

## 受賞歴
- 2014年のOperaliaでの最優秀賞、Birgit Nilsson賞、およびZarzuela賞[3]
- 2011年のハンスガボールベルヴェデーレ歌唱コンクールでの最優秀賞[4]
- 2010年のメトロポリタン・オペラ・ナショナル・カウンシル・オーディションの受賞者[5]
- 2010年のリチャード・タッカー音楽財団のサラ・タッカー・グラント[6]
- 2009年ヒューストンの若手歌手のためのエレノア・マッカラム・コンペティションで1位

## 私生活
ソーレンセンはワシントン州リッチランドで育ち、ドイツ・ハンブルクで末日聖徒イエス・キリスト教会伝道に携わる。デンマーク人のラスムス・グランド・ソレンセンと結婚し、3人の子供がいる。

## 参照資料
1. ↑  “Get info about artists - Operabase”. www.operabase.com. 2019年8月30日閲覧。
2. ↑  "Opera Theatre offers a well-sung Cosi" by Sarah Bryan Miller, St. Louis Post-Dispatch, June 5, 2012
3. ↑  "Operalia 2014 winners include Mario Chang, Rachel Willis-Sørensen" by David Ng, Los Angeles Times, August 31, 2014
4. ↑  “Rachel Willis-Sørensen — People — Royal Opera House”. www.roh.org.uk. 2019年8月30日閲覧。
5. ↑  Jamshid Askar. "Latter-day Saint Singer Wins at Metropolitan Opera Competition", Church News, March 22, 2010
6. ↑  “Rachel Willis-Sørensen — People — Royal Opera House”. www.roh.org.uk. 2019年8月30日閲覧。